# Homalocephala angustata
Homalocephala angustata är en tvåvingeart som först beskrevs av Johan August Wahlberg 1839.  Homalocephala angustata ingår i släktet Homalocephala och familjen fläckflugor. Arten är reproducerande i Sverige. Inga underarter finns listade i Catalogue of Life.